# Chiesa di Santa Maria Annunziata (Gandosso)
La chiesa di San Maria Annunziata comosciuto anche come chiesa dedicata all'Annunciazione della Beata Vergine Mariaè il principale luogo di culto cattolico di Gandosso, in provincia e diocesi di Bergamo; fa parte del vicariato di Predore. La chiesa fu elevata a parrocchiale il 7 maggio 1678 con decreto del vescovo Daniele Giustiniani.

## Storia
La chiesa fu costruita sugli avanzi di un antico maniero di cui sono visibili alcune parti. Citata in un documento del 1598 nella quale Antonio de Maggie Giangiacomo Belotti chiedevano al vescovo di Bergamo Gianbattista Milani di poter celebrare le funzioni liturgiche nella chiesa di Gandosso indicata come “Quandam ecclesiam Annunciationi Virginis Mariae dicatam”. Sarà il vescovo Federico Corner (1531-1590) il vescovo Federico Corner a indicare la chiesa nella sua relazione de 5 giugno 1625 come “Oratorium Annunciationis B.M. Virginis extructa triginta ab hinc annis in contrata Gandocij”.
Successivamente, nel 1659, fu il vescovo san Gregorio Barbarigo a citare negli atti della sua visita pastorale la chiesa come oratorio e dedicata alla Madonna Assunta in cielo che faceva parte della chiesa plebana di Castelli Calepio. La relazione indica che era retto da un sacerdote coadiuvato da un chierico.
La chiesa fu ricostruita su progetto di Andrea Fantoni a decorrere dal 1679 Il vescovo Giovanni Paolo Dolfin visitò la chiesa il 23 giugno 1781, e allegata alla sua relazione vi è allegato il documento stilato dall'allora rettore che indica la presenza di tre altari gestiti dalle diverse scuole, quella del Santissimo Sacramento che gestiva l'altare maggiore, e la scuola della Vergine del santo Rosario con l'altare omonimo. Vi era in prossimità l'oratorio intitolato a Maria Vergine. La chiesa era retta da un parroco coadiuvato da cinque sacerdoti. Nello "Stato del clero" della diocesi di Bergamo del 1861, la chiesa viene indicata come parrocchiale dedicata alla Maria Assunta retto da un parroco e due sacerdoti e con la chiesa del Sacro Cuore di Maria come oratorio sussidiario.
Nel Novecento la chiesa fu oggetto di opere di restauro con la nuova affrescatura delle pitture dell'aula e di mantenimento con lavori di ammodernamento con la posa della nuova mensa come indicato nel Concilio Vaticano II.
Con decreto del vescovo di Bergamo Giulio Oggioni del 27 maggio 1979, la chiesa fu inserita nel vicariato di Predore.

## Descrizione

### Esterno
L'edificio di culto, posto sulla via centrale della località in posizione sopraelevata, è preceduto dal sagrato con pavimentazione in lastre di pietra e ciottolato. La facciata è tripartita da doppie lesene complete di zoccolatura e capitelli che reggono la cornice marcapiano che la divide su due ordini. In quello inferiore centrale vi è il grande portale con le colonne che reggono la trabeazione e il timpano curvo che regge la statua di Maria assunta con due angeli laterali opera di Angelo Virgilio Vavassori. In quello superiore una grande apertura modanata atta a illuminare l'aula presenta nella parte superiore l'immagine di Dio padre.

### Interno
L'interno a navata unica con volta a botte ospita il pulpito ligneo e l'altare maggiore in marmi policromi del 1694 della bottega fantoniana, alcune tele del XVII secolo di scuola veneta, tra le quali la Natività di Girolamo Cantelli del 1771, la Lavanda dei Piedi di Antonio Balestra e l'Annunciazione del XVI secolo di autore ignoto, mentre gli stucchi porterebbero alla famiglia di stuccatori Camuzio.